# Uitgeverij Parthenon
Uitgeverij Parthenon is een Nederlandse uitgeverij. Parthenon werd opgericht in 2005 en is gevestigd in Almere.
Parthenon is een uitgever van non-fictie boeken. Onderwerpen zijn o.a. management,  geschiedenis en geesteswetenschappen. Redactie en auteurs komen voort uit de wetenschap.
Behalve Nederlandstalige boeken geeft Parthenon ook Engelstalige titels uit.